# ترابری در استونی
ترابری در استونی به‌طور عمده بر شبکه‌های جاده‌ای و راه‌آهن متکی است.

## جاده‌ها

### جاده‌های ملی
جاده‌های ملی، هسته اصلی شبکه جاده‌ای استونی را تشکیل می‌دهند. طول کل آنها ۱۶٬۴۸۹ کیلومتر (یا ۲۸ درصد از کل جاده‌ها) است. They are divided into 4 classes according to importance:
- جاده‌های اصلی (۱٬۶۰۷ کیلومتر)
- جاده‌های پایه‌ای (۲٬۴۰۶ کیلومتر)
- جاده‌های ثانویه (۱۲٬۴۷۶ کیلومتر)
- جاده‌های محلی (۱۸٬۴۵۵ کیلومتر)

| شماره | شبکه بین‌المللی ای-جاده | مسیر                                | طول (km) |
| ----- | ---------------------- | ----------------------------------- | -------- |
|       |                        | تالین – ناروا                       | ۲۱۱      |
|       |                        | تالین – تارتو – وورو – Luhamaa      | ۲۹۱      |
|       |                        | یووی – تارتو – والگا، استونی        | ۲۱۶      |
|       |                        | تالین – پارنو – Ikla                | ۱۹۳      |
|       |                        | پارنو – راکوره – Sõmeru             | ۱۸۴      |
|       |                        | والگا – Uulu                        | ۱۲۵      |
|       |                        | ریگا – پسکوف                        | ۲۲       |
|       |                        | تالین – پالدیسکی                    | ۴۹       |
|       |                        | Ääsmäe – هاپسالو – Rohuküla         | ۸۱       |
|       |                        | Risti – Virtsu – Kuivastu – کورساره | ۱۴۴      |
|       |                        | کمربندی تالین                       | ۳۸       |
|       |                        | تارتو – ویلیاندی – کیلینگی-نومه     | ۱۳۰      |

## راه‌آهن
سیستم ترابری ریلی در استونی متشکل از حدود ۱۲۰۰ کیلومتر خطوط راه‌آهن است که ۹۰۰ کیلومتر آن برای حمل و نقل عمومی است. راه‌آهن استونی با راه‌آهن کشورهای لتونی و روسیه متصل است.

## فرودگاه‌ها
فرودگاه تالین بزرگترین و مهم‌ترین فرودگاه در استونی است، در سال ۲۰۱۳ سیزده باند فرود در این کشور وجود داشته‌است:
- مجموع: ۱۳ (۲۰۱۳)
- بیش از ۳٬۰۴۷ متر: ۲
- ۲٬۴۳۸ تا ۳٬۰۴۷ متر: ۸
- ۱٬۵۲۴ متر تا ۲٬۴۳۷ متر: ۲
- ۹۱۴ تا ۱٬۵۲۳ متر: 1[۲]